# Elif Şafak
Elif Safak (født 25. oktober 1971) er en kvindelig forfatter af tyrkisk afstamning.
Şafak er født i Strasbourg, Frankrig i 1971. Hun skriver på tyrkisk, engelsk samt fransk og er ret anerkendt i Tyrkiet, men er også blevet kritiseret af nationalister for sine værker.